# Katkajmy
Katkajmy (prus. Katkaimis, niem. Kattkeim) – przysiółek osady Kaskajmy w Polsce, położony w województwie warmińsko-mazurskim, w powiecie kętrzyńskim, w gminie Kętrzyn.
W latach 1975–1998 przysiółek administracyjnie należał do województwa olsztyńskiego.
Popularnie zwane przez mieszkańców Katkami. Mylnie nazywana również Kotkajmami. Nazwa wywodzi się z języka staropruskiego Catto (kot), kaimis (wieś).
Miejscowość została założona prawdopodobnie w XIV wieku jako pruskie dobro służebne z obowiązkiem świadczenia usług zbrojnych na rzecz zamku kętrzyńskiego. Prawdopodobnie jeszcze w okresie przedkrzyżackim istniała tu pruska osada wiejska.
W roku 1780 w miejscowości odnotowano 5 chałup, które zamieszkiwało 27 osób.
Folwark należał nieprzerwanie do roku 1945 do rodziny Schiemannów (może pierwotnie Szymanów?). W końcu XIX w. postawiono na nowo wszystkie zabudowania folwarczne, łącznie z małym dworkiem. Od 1913 r. gospodarował tu Robert Schiemann. W 1928 r. majątek zamieszkiwały 43 osoby. W skład gospodarstwa wchodziło 118ha gruntów z czego 104ha ornych, 16 koni, 40 sztuk bydła (w tym 13 krów), 32 owiec, 26 świń.
Uwaga – nie mylić z sąsiednią miejscowością Kaskajmy. Dojazd do Katkajm z pobliskich Kaskajm drogą brukowaną, dalej za Katkajmami znajduje się wieś Borki.